# Polyocha venosa
Polyocha venosa is een vlinder uit de familie snuitmotten (Pyralidae). De wetenschappelijke naam is voor het eerst geldig gepubliceerd in 1847 door Zeller.
De soort komt voor in Europa.